# Força específica
Força específica é a razão entre a rigidez ou resistência à tração do material e sua massa específica. Sua unidade de medida no sistema internacional de unidades é o Pa/(kg/m3). É uma caracteristica de materiais importante de fibras, na construção civil, aeronáutica e projeto de estruturas. Fibras de carbono apresentam a maior força específica, seguidas de fibras de boro.